# Liste der Baudenkmale in Bergen auf Rügen
In der Liste der Baudenkmale in Bergen auf Rügen sind alle Baudenkmale der Stadt Bergen auf Rügen (Landkreis Vorpommern-Rügen) und ihrer Ortsteile aufgelistet. Grundlage ist die Veröffentlichung der Denkmalliste des Landkreises Vorpommern-Rügen, Auszug aus der Kreisdenkmalliste vom August 2015.

## Legende
In den Spalten befinden sich folgende Informationen:
- ID-Nr: Die Nummer wird von den Denkmalämtern der Landkreise vergeben. Wenn sie nicht bekannt ist, bleibt die Spalte leer. In dieser Spalte kann sich zusätzlich das Wort Wikidata befinden, der entsprechende Link führt zu Angaben zu diesem Denkmal bei Wikidata.
- Lage: die Adresse des Denkmales und die geographischen Koordinaten.
Link zu einem Kartenansichtstool, um Koordinaten zu setzen. In der Kartenansicht sind Denkmale ohne Koordinaten mit einem roten bzw. orangen Marker dargestellt und können in der Karte gesetzt werden. Denkmale ohne Bild sind mit einem blauen bzw. roten Marker gekennzeichnet, Denkmale mit Bild mit einem grünen bzw. orangen Marker.
- Bezeichnung: Bezeichnung, so wie sie in den offiziellen Listen der Denkmalämter steht. Ein Link hinter der Bezeichnung führt zum Wikipedia-Artikel über das Denkmal. Wenn die Bezeichnung der Denkmalämter inhaltlich fehlerhaft ist, ist in der Spalte „Beschreibung“ darauf hinzuweisen.
- Beschreibung: Beschreibung des Denkmales
- Bild: ein Bild des Denkmales und gegebenenfalls einen Link zu weiteren Fotos des Denkmals im Medienarchiv Wikimedia Commons

## Bergen auf Rügen
| ID             | Lage                                             | Bezeichnung | Beschreibung | Bild                                                                                   |
| -------------- | ------------------------------------------------ | --- | --- | -------------------------------------------------------------------------------------- |
| 00085 Wikidata |                                                  | Kriegerdenkmal 1914/18 am Rugard | |                                                                                        |
| 00069 Wikidata | Bahnhofstraße (Karte)                            | Gedenkstätte für die Gefallenen der Roten Armee am Bahnhof | | Weitere Bilder                                                                         |
| 00047 Wikidata | Bahnhofstraße 34 (Karte)                         | Bahnhof (DB-AG) | 2-gesch. neoromanisches Gebäude von 1883 für die Bahnstrecke Stralsund–Sassnitz. | Weitere Bilder                                                                         |
| 00047 Wikidata | Bahnhofstraße 34                                 | Stellwerk Ost (DB-AG) | |                                                                                        |
| 00047 Wikidata | Bahnhofstraße 34                                 | Empfangsgebäude (DB-AG) | | Empfangsgebäude (DB-AG)                                                                |
| 00047 Wikidata | Bahnhofstraße 34                                 | Lokschuppen (DB-AG) | |                                                                                        |
| 00048 Wikidata | Bahnhofstraße 37 (Karte)                         | Villa | |                                                                                        |
| 00050 Wikidata | Bahnhofstraße 48 (Karte)                         | Villa | | Villa                                                                                  |
| 00051 Wikidata | Bahnhofstraße 50 (Karte)                         | Wohnhaus, Außenhülle (geändert am 22.09.2014) | | Wohnhaus, Außenhülle (geändert am 22.09.2014)                                          |
| 00866 Wikidata | Bahnhofstraße 52 (Karte)                         | Wohn- und Geschäftshaus | |                                                                                        |
| 00052 Wikidata | Bahnhofstraße 61 (Karte)                         | Wohnhaus | | Wohnhaus                                                                               |
| 00060 Wikidata | Billrothstraße                                   | Klostermauer | |                                                                                        |
| 00053 Wikidata | Billrothstraße 1 (Karte)                         | Wohnhaus | | Weitere Bilder                                                                         |
| 00070 Wikidata | Billrothstraße 11 (Karte)                        | Alter Friedhof (Gesamtanlage) mit Gedenkstein für die Opfer des Faschismus, Grabkreuz für Johann Jacob Grümbke und Grabwangen („Schumacher“ und „1757-1808“) und Einfriedung | | Weitere Bilder                                                                         |
| 00058 Wikidata | Billrothstraße 12 (Karte)                        | Wohnhaus | |                                                                                        |
| 00059 Wikidata | Billrothstraße 17 (Karte)                        | Wohnhaus (Geburtshaus Theodor Billroths) | 1-gesch., verputztes Mansarddachhaus, heute Begegnungsstätte; Billroth war deutsch-österreichischer Chirurg, 1829 in Bergen geboren. | Wohnhaus (Geburtshaus Theodor Billroths)                                               |
| 00054 Wikidata | Billrothstraße 2 (Karte)                         | Wohnhaus | |                                                                                        |
| 00060 Wikidata | Billrothstraße 20                                | Ehem. Stiftsgebäude (Amtshaus) | |                                                                                        |
| 00060 Wikidata | Billrothstraße 20, 20a, 20b, 20c (Karte)         | Klosterhof | Kloster vom 12. bis zum 16. Jahrhundert. 2-gesch. Gebäude mit Krüppelwalmdächern, 1-gesch. Schauwerkstatt mit Satteldach. Seit 2005 kulturelle Begegnungsstätte. | Klosterhof                                                                             |
| 00060 Wikidata | Billrothstraße 20a                               | Ehem. Stiftsgebäude (Stadtmuseum) | |                                                                                        |
| 00060 Wikidata | Billrothstraße 20b                               | Werkstattgebäude | |                                                                                        |
| 00060 Wikidata | Billrothstraße 20c                               | Pförtnerhaus (Refektorium). | |                                                                                        |
| 00074 Wikidata | Billrothstraße 22                                | Kirche St. Marien | |                                                                                        |
| 00055 Wikidata | Billrothstraße 3 (Karte)                         | Wohnhaus | | Wohnhaus                                                                               |
| 00056 Wikidata | Billrothstraße 5 (Karte)                         | Landratsamt mit Restpark | |                                                                                        |
| 00057 Wikidata | Billrothstraße 6 (Karte)                         | Wohnhaus | 1-gesch. Putzbau mit Krüppelwalm; Geburtshaus des Komponisten Wolfgang Jacobi (1894–1972); Gedenkstein. |                                                                                        |
| 00062 Wikidata | Calandstraße 8 (Karte)                           | Krankenhaus | 4-gesch. Alte Chirurgie von 1862 mit gelber Ziegelfassade und Rotsteinbänderung; 1999 saniert, heute Ärztehaus |                                                                                        |
| 00075 Wikidata | Clementstraße 1 (Karte)                          | Kirche, katholisch, St. Bonifatius | Neoromanische, einschiffige Kirche aus Backstein von 1912 mit Dachreiter. | Weitere Bilder                                                                         |
| 00064 Wikidata | Dammstraße 29 (Karte)                            | Wohnhaus | |                                                                                        |
| 00065 Wikidata | Dammstraße 43 (Karte)                            | Stallgebäude | 1-gesch., verputztes Giebelhaus von 1870 mit historisierender Fassade von um 1899; Geburtshaus des Historikers und Volkskundlers Alfred Haas |                                                                                        |
| 00065 Wikidata | Dammstraße 43                                    | Wohnhaus mit Stall | |                                                                                        |
| 00066 Wikidata | Dammstraße 44 (Karte)                            | Wohnhaus | |                                                                                        |
| 00063 Wikidata | Dammstraße 8 (Karte)                             | Wohnhaus | |                                                                                        |
| 00047 Wikidata | Feldstraße-Ausbau 3                              | Stellwerk West (DB-AG) | |                                                                                        |
| 00047 Wikidata | Gingster Chaussee (Karte)                        | Ehem. Kleinbahnhof | |                                                                                        |
| 00047 Wikidata | Gingster Chaussee 2                              | Güterboden (Kleinbahnhof) | |                                                                                        |
| 00047 Wikidata | Gingster Chaussee 2                              | Empfangsgebäude (Kleinbahnhof) | |                                                                                        |
| 00072 Wikidata | Joachimberg 4 (Karte)                            | Wohnhaus | | Wohnhaus                                                                               |
| 00073 Wikidata | Joachimberg 9                                    | Stall | |                                                                                        |
| 00073 Wikidata | Joachimberg 9                                    | Wohnhaus | |                                                                                        |
| 00077 Wikidata | Kirchplatz (Karte)                               | Grabwangen und -platten an der westlichen Klostermauer im Klosterhof bei St. Marien                                                                                          | Romanische, dreischiffige Basilika mit Querschiff von 1180 aus Backstein mit Feldsteinsockel; gotischer; Umbau zur Hallenkirche, Erhöhung der Seitenschiffe, Langhaus mit fünf Jochen und Obergeschoss des Querbaus vom 14. Jahrhundert (vor 1359), bemerkenswerte romanischen Wandmalereien; nördliche Kapellenanbauten vom 15. Jh.; Kronleuchter 17. Jh., Altar von 1730, Kanzel von 1776, Orgel von 1909. | Weitere Bilder                                                                         |
| 00076 Wikidata | Kirchplatz 1                                     | Wohnhaus (Pfarrwitwenhaus) | | Wohnhaus (Pfarrwitwenhaus)                                                             |
| 00079 Wikidata | Kirchstraße 3 (Karte)                            | Pfarrhaus | 1-gesch. Fachwerkbau mit Satteldach |                                                                                        |
| 00081 Wikidata | Königsstraße 5 (Karte)                           | Wohnhaus | |                                                                                        |
| 00047 Wikidata | Ladestraße 7                                     | Güterboden (DB-AG) | |                                                                                        |
| 00086 Wikidata | Markt 1 (Karte)                                  | Wohnhaus | |                                                                                        |
| 00090 Wikidata | Markt 11 (Karte)                                 | Wohn- und Geschäftshaus | |                                                                                        |
| 00093 Wikidata | Markt 14 (Karte)                                 | Wohnhaus (Kulturhaus) | Gastwirtschaft am Markt | Wohnhaus (Kulturhaus)                                                                  |
| 00097 Wikidata | Markt 18 (Karte)                                 | Wohnhaus (Stall wurde am 8. Oktober 2003 gestrichen) | |                                                                                        |
| 00098 Wikidata | Markt 23 (Karte)                                 | Wohnhaus | 2-gesch. Fachwerk-Giebelhaus von 1538 mit Krüppelwalm, ältester profaner Bau der Stadt; nördlicher Seitenflügel von 1860; 1999 saniert; heute Touristeninformation und Standesamt. | Weitere Bilder                                                                         |
| 00876 Wikidata | Markt 25 (Karte)                                 | Postgebäude | 2-gesch. Gebäude von 1892 mit östlichen 3-gesch. Turm; Westflügel von 1902; heute Verlagsgebäude der Ostseezeitung. | Weitere Bilder                                                                         |
| 00100 Wikidata | Markt 28                                         | Speicher | |                                                                                        |
| 00100 Wikidata | Markt 28 (Karte)                                 | Wohnhaus mit Speicher | |                                                                                        |
| 00087 Wikidata | Markt 4 (Karte)                                  | Wohnhaus | |                                                                                        |
| 00088 Wikidata | Markt 5, 6 (Karte)                               | Rathaus | 3-gesch. Putzbau mit Mezzaningeschoss; historisierender Westteil von 1861, Ostteil von 1912 im Jugendstil; ehem. bis 1945 als Spaldingkloster ein Jungfrauenstift, dann bis 1947 Wohnhaus sowjetischer Soldaten, danach bis 1992 Polizeirevier, Bücherei, Bank und Poliklinik; bis 1999 zum Rathaus umgebaut.                                                                                                | Weitere Bilder                                                                         |
| 00101 Wikidata | Marktstraße 8, 9, 10, 11, 12, 13, 14, 15 (Karte) | „Hängende Gärten“ | |                                                                                        |
| 00104 Wikidata | Parkstraße (Karte)                               | Raddas, Parkanlage (Schützenhaus am 24. November 2000 gestrichen) | |                                                                                        |
| 00106 Wikidata | Raddasstraße 13 (Karte)                          | Wohnhaus mit Stall | |                                                                                        |
| 00047 Wikidata | Ringstraße 141                                   | Dienstgebäude (Kleinbahn) | |                                                                                        |
| 00108 Wikidata | Ringstraße 49 (Karte)                            | Wohnhaus mit Stall | |                                                                                        |
| 00109 Wikidata | Rugardstraße (Karte)                             | Denk- und Grabmal für die Gefallenen der Befreiungskriege 1813/15 | |                                                                                        |
| 00110          | Rugardweg                                        | Park und ehem. Wallanlage | |                                                                                        |
| 00110 Wikidata | Rugardweg (Karte)                                | Ernst-Moritz-Arndt-Turm | 4-gesch., 27 Meter hoher, neoromanischer, runder Aussichtsturm von 1877 nach Plänen von Hermann Eggert, aus Backstein mit Glaskuppel auf dem Burgwall von Rugard, Ort der ehem. Burg der Rüganer; Turm zum Gedenken an Ernst Moritz Arndt; 2000/02 saniert. | Weitere Bilder                                                                         |
| 00114 Wikidata | Rugardweg 5                                      | Gedenkstein für die antifaschistischen Widerstandskämpfer (Ecke Stedaer Weg/Rugardweg)                                                                                       | | Gedenkstein für die antifaschistischen Widerstandskämpfer (Ecke Stedaer Weg/Rugardweg) |
| 00112 Wikidata | Schulstraße 1                                    | Gefängnisbau | |                                                                                        |
| 00112 Wikidata | Schulstraße 1 (Karte)                            | Gericht mit Gefängnisbau | 2-gesch. Klinkerbau mit Stufengiebel und runder 3-gesch. verklinkerter Bau mit Zeltdach |                                                                                        |
| 00113 Wikidata | Schulstraße 6                                    | Ehem. Gartenhaus (Verwaltungsgebäude Landratsamt,„Scharfrichterhaus“) | |                                                                                        |
| 00116 Wikidata | Vieschstraße 3 (Karte)                           | Wohnhaus | |                                                                                        |
| 00117 Wikidata | Vieschstraße 4 (Karte)                           | Wohnhaus | |                                                                                        |
| 00118 Wikidata | Wasserstraße 21 (Karte)                          | Wohnhaus | |                                                                                        |

## Karow
| ID             | Lage            | Bezeichnung | Beschreibung | Bild |
| -------------- | --------------- | ----------- | ------------ | ---- |
| 00354 Wikidata | Karow 5 (Karte) | Wohnhaus    |              |      |

## Lubkow
| ID             | Lage             | Bezeichnung | Beschreibung | Bild |
| -------------- | ---------------- | ----------- | ------------ | ---- |
| 00426 Wikidata | Lubkow 9 (Karte) | Wohnhaus    |              |      |
| 00426 Wikidata | Lubkow 9         | Stall       |              |      |

## Ramitz
| ID    | Lage | Bezeichnung                                                                                                   | Beschreibung | Bild |
| ----- | ---- | --- | ------------ | ---- |
| 00608 |      | Gutsanlage mit Gutshaus, Gesindehaus, Freiflächen vor dem Gutshaus mit vier Linden, Teich mit Weiden und Park |              |      |
| 00608 |      | Gesindehaus                                                                                                   |              |      |
| 00608 |      | Gutshaus |              |      |
| 00608 |      | Park des ehemaligen Gutes                                                                                     |              |      |
| 00608 |      | Freiflächen mit vier Linden                                                                                   |              |      |
| 00608 |      | Teich mit Weiden                                                                                              |              |      |

## Zirsevitz
| ID             | Lage                | Bezeichnung | Beschreibung | Bild |
| -------------- | ------------------- | ----------- | ------------ | ---- |
| 00838 Wikidata | Zirsevitz 4 (Karte) | Büdnerei    |              |      |

## Zittvitz
| ID    | Lage                | Bezeichnung | Beschreibung | Bild |
| ----- | ------------------- | ----------- | ------------ | ---- |
| 00839 | Zittvitz 23 (Karte) | Wohnhaus    |              |      |

## Quelle
- Denkmalliste des Landkreises Vorpommern-Rügen